# El mar no cesa
El mar no cesa es el primer álbum de estudio de la banda española Héroes del Silencio, y fue publicado el 31 de octubre de 1988. Fue grabado en los estudios Hispavox, bajo la producción de Gustavo Montesano y Roberto Durruty.
Se han hecho dos ediciones diferentes, la primera en vinilo, en la que no se incluían las canciones «Olvidado» y «La visión de vuestras almas», incluidas en la segunda, en CD.
Las canciones «Fuente esperanza», «Flor venenosa», «Agosto» y «Héroe de leyenda» fueron regrabadas vocalmente por Enrique Bunbury en el año 2000, para el recopilatorio Canciones 1984-1996.

## Contexto
El recelo de la discográfica con el nuevo grupo le llevó a ofrecerles comenzar con un EP de cuatro temas, y grabaron, a finales de 1987 Héroes del Silencio. El disco alcanzó las 30 000 copias vendidas, lo que supuso un récord de ventas para un maxi de debut en España. Tras este éxito, EMI decidió lanzar el primer LP de Héroes del Silencio, compuesto por sus integrantes durante el resto de ese año y publicado en octubre de 1988. El mar no cesa vendió 150 000 copias, alcanzando el Disco de platino. Después, la banda comenzó la Gira El mar no cesa, bien promocionada por la discográfica, y en la que confirmó su potente directo.
De las sesiones para este disco salieron también las canciones «El cuadro» y «Hologramas». La segunda fue incluida como cara B del sencillo «Agosto» y ambas se reeditaron en 1998 en el álbum Rarezas.

## Detalles

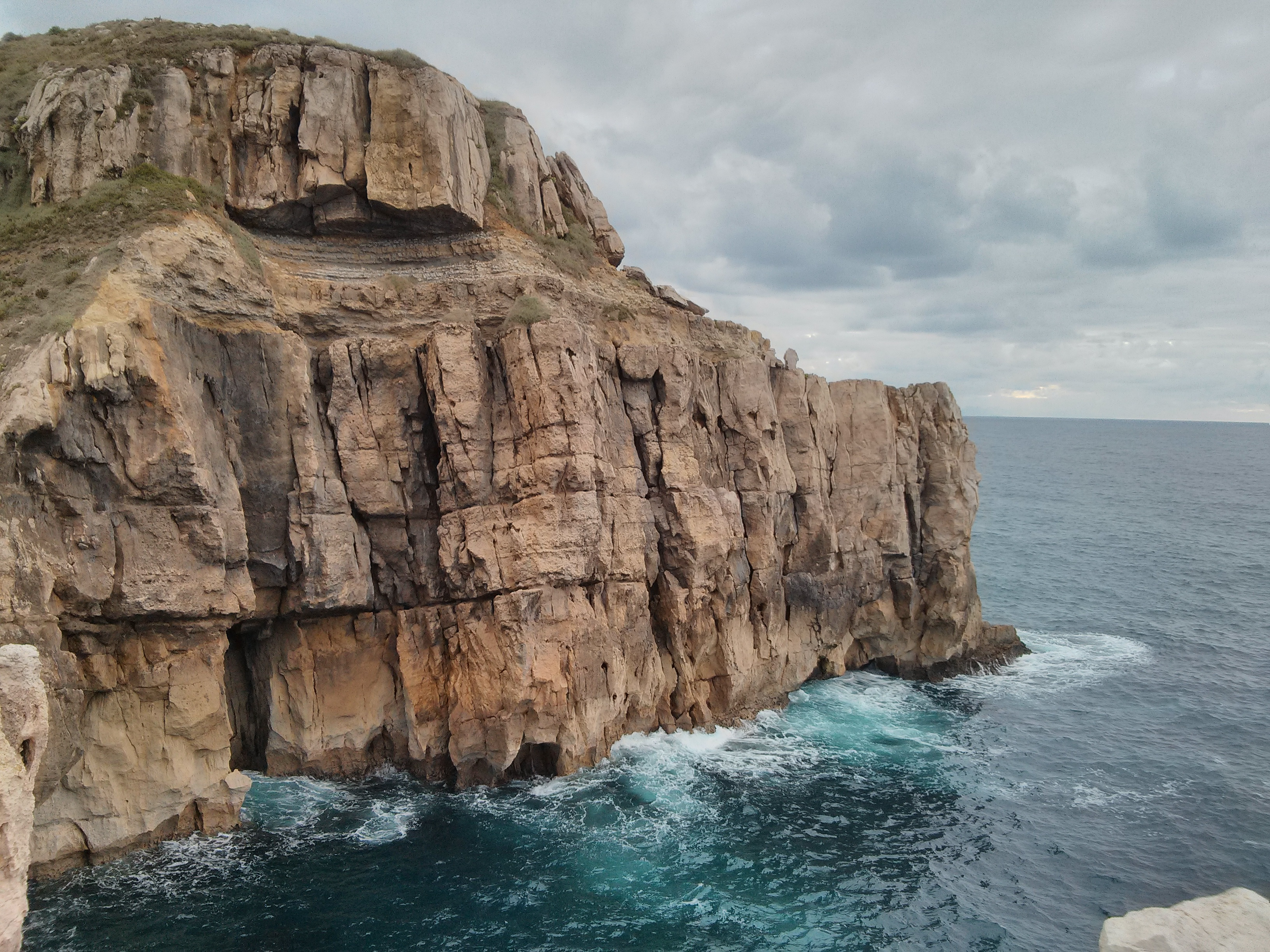
El acantilado utilizado para la portada de El mar no cesa, situado en la punta del Dichoso de la localidad cántabra de Suances, donde se situaron los cuatro músicos para la icónica imagen.

El título está inspirado en una de las primeras canciones compuestas por el grupo y que, curiosamente, no estaba incluida en el disco. Su origen se remonta a una confusión de Bunbury, que en una ocasión se refirió al grupo Mar Otra Vez como "El Mar no Cesa", y a pesar de que es una frase que no figura en ninguno de sus temas, decidieron inmortalizarla. En la línea de la influencia del mar en este álbum, en la portada aparecen los cuatro integrantes de la banda en un acantilado junto al mar. La icónica imagen fue tomada sobre la Roca Blanca de la península del Dichoso en Suances (Cantabria).

## Lista de canciones
Todas las canciones compuestas por J. Valdivia, E. Ortiz de Landázuri, J. Cardiel y P. Andreu.
| n.º | Canción                  | Duración |
| --- | ------------------------ | -------- |
| 1.  | «Mar adentro»            | 4:00     |
| 2.  | «Hace tiempo»            | 4:31     |
| 3.  | «Fuente esperanza»       | 4:46     |
| 4.  | «No más lágrimas»        | 3:30     |
| 5.  | «La lluvia gris»         | 4:20     |
| 6.  | «Flor venenosa»          | 4:10     |
| 7.  | «Agosto»                 | 4:22     |
| 8.  | «El estanque»            | 4:14     |
| 9.  | «La isla de las iguanas» | 3:18     |
| 10. | «...16»                  | 3:52     |
| 11. | «Héroe de leyenda»       | 4:07     |

| n.º | Canción                       | Duración |
| --- | ----------------------------- | -------- |
| 1.  | «Mar adentro»                 | 4:04     |
| 2.  | «Hace Tiempo»                 | 4:32     |
| 3.  | «Fuente esperanza»            | 4:42     |
| 4.  | «No más lágrimas»             | 3:33     |
| 5.  | «Olvidado»                    | 3:34     |
| 6.  | «La lluvia gris»              | 4:22     |
| 7.  | «Flor venenosa»               | 4:12     |
| 8.  | «Agosto»                      | 4:23     |
| 9.  | «El estanque»                 | 4:16     |
| 10. | «La visión de vuestras almas» | 4:36     |
| 11. | «La isla de las iguanas»      | 3:19     |
| 12. | «...16»                       | 3:56     |
| 13. | «Héroe de leyenda»            | 4:12     |

## Sencillos
| n.º | Canción            | Fecha de publicación |
| --- | ------------------ | -------------------- |
| 1.  | «Flor venenosa»    | 1988                 |
| 2.  | «Mar adentro»      | 1988                 |
| 3.  | «Agosto»           | 1989                 |
| 4.  | «Fuente esperanza» | 1989                 |

## Videoclips
| n.º | Canción       | Año de publicación | Descripción |
| --- | ------------- | ------------------ | --- |
| 1.  | «Mar adentro» | 1989               | Lugar de grabación: Madrid y Alicante. Dirección: Antonio Díaz, Realización: Color-Acción, ISRC: ES-108 89 0002-0 |

## Créditos

### Músicos
- Enrique Bunbury - voz y guitarra acústica
- Joaquín Cardiel - bajo eléctrico y voz.
- Pedro Andreu - batería.
- Juan Valdivia - guitarra.

### Producción
- Gustavo Montesano y Roberto Durruty - Productores discográficos.
- Steve Taylor - Ingeniería.